# Душан Шиђански
Душан Шиђански (Београд, 23. октобар 1926) српски је економиста и академик, инострани члан састава Српске академије науке и уметности од 5. новембра 2009.

## Биографија
Завршио је докторат политичких наука на Универзитету у Лозани 1954. године. Радио је као професор емеритус на Европском институту Универзитета у Женеви од 1995. и на Факултету економских и друштвених наука Универзитета у Женеви. Био је специјални саветник председника Европске комисије 2004—2014. и председник је Европског културног центра од 2002. године. Члан је борда директора Latsis Foundation од 2003, Европске универзитетске спортске асоцијације, Европског конзорцијума за политичка истраживања, председник је Швајцарског одбора за уједињење партенонских скулптура (енгл. Swiss Committee Restitution of Parthenon Marbles), генерални секретар је Удружења европских института (енгл. Association Institute Europe), бивши председник Међународног удружења политиколошких наука (енгл. French, Swiss and International Association Political Science), био је председник Европског културног центра (енгл. European Cultural Center) 2003—2008. и почасни председник је од 2008. године.
Аутор је бројних радова о федерализму, европским интеграцијама и међународним односима.
Добитник је почасног доктората Московског државног универзитета Ломоносов 1998, почасни грађанин Атине је од 1999, добитник је ордена Легије части 2002, награде Универзитета у Фиренци 2004, почасног доктората политичких и социјалних наука Универзитета „Пантеон” 2011, награда Ђузепе Шака 2015. и Дипломатског института у Бугарској 2016. У свечаној сали Високе пословне школе струковних студија у Новом Саду је отворен Центар за изузетност „Професор Душан Шиђански” 2016. године.